# Blias marplatensis
Blias marplatensis is een eenoogkreeftjessoort uit de familie van de Chondracanthidae. De wetenschappelijke naam van de soort is voor het eerst geldig gepubliceerd in 2004 door Timi, Etchegoin & Lanfranchi.